# Struntmyrlilltjärnen
Struntmyrlilltjärnen är en sjö i Krokoms kommun i Jämtland och ingår i Ångermanälvens huvudavrinningsområde. Struntmyrlilltjärnen ligger i Gråberget-Hotagsfjällen Natura 2000-område.